# Comostolopsis simplex
Comostolopsis simplex är en fjärilsart som beskrevs av W. Warren 1902. Comostolopsis simplex ingår i släktet Comostolopsis och familjen mätare. Inga underarter finns listade i Catalogue of Life.